# Me at the zoo
«Me at the zoo» (en español: 'Yo en el zoológico') es un vídeo de YouTube subido el 23 de abril de 2005. Fue el primer vídeo que se subió a la plataforma. Tiene una duración de 19 segundos y muestra al cofundador de YouTube, Jawed Karim, frente a dos elefantes en el Zoológico de San Diego en California. Fue grabado con la cámara de Karim por su amigo de la secundaria, Yakov Lapitsky.
Varios periodistas consideraron que el video representaba a YouTube en su conjunto y afirmaron que era un paso monumental en la historia de la plataforma. En varias ocasiones, Karim actualizó la descripción del video para criticar  ciertas acciones de YouTube, como el uso obligatorio de Google+ y la eliminación de los «No me gusta» de la vista pública. Hasta abril de 2025, el video había recibido más de 355 millones de visualizaciones.

## Antecedentes
YouTube fue fundado en 2005 por tres exempleados de PayPal: Chad Hurley, Steve Chen y Jawed Karim. Hurley estudió diseño en la Universidad de Indiana de Pensilvania, mientras que Karim y Chen estudiaron informática en la Universidad de Illinois en Urbana-Champaign. Karim afirmó que la inspiración para la plataforma provino de la controversia del espectáculo de medio tiempo del Super Bowl XXXVIII y del terremoto del océano Índico de 2004. No pudo encontrar videoclips de los eventos en línea, lo que le dio la idea de iniciar un sitio web para compartir videos.

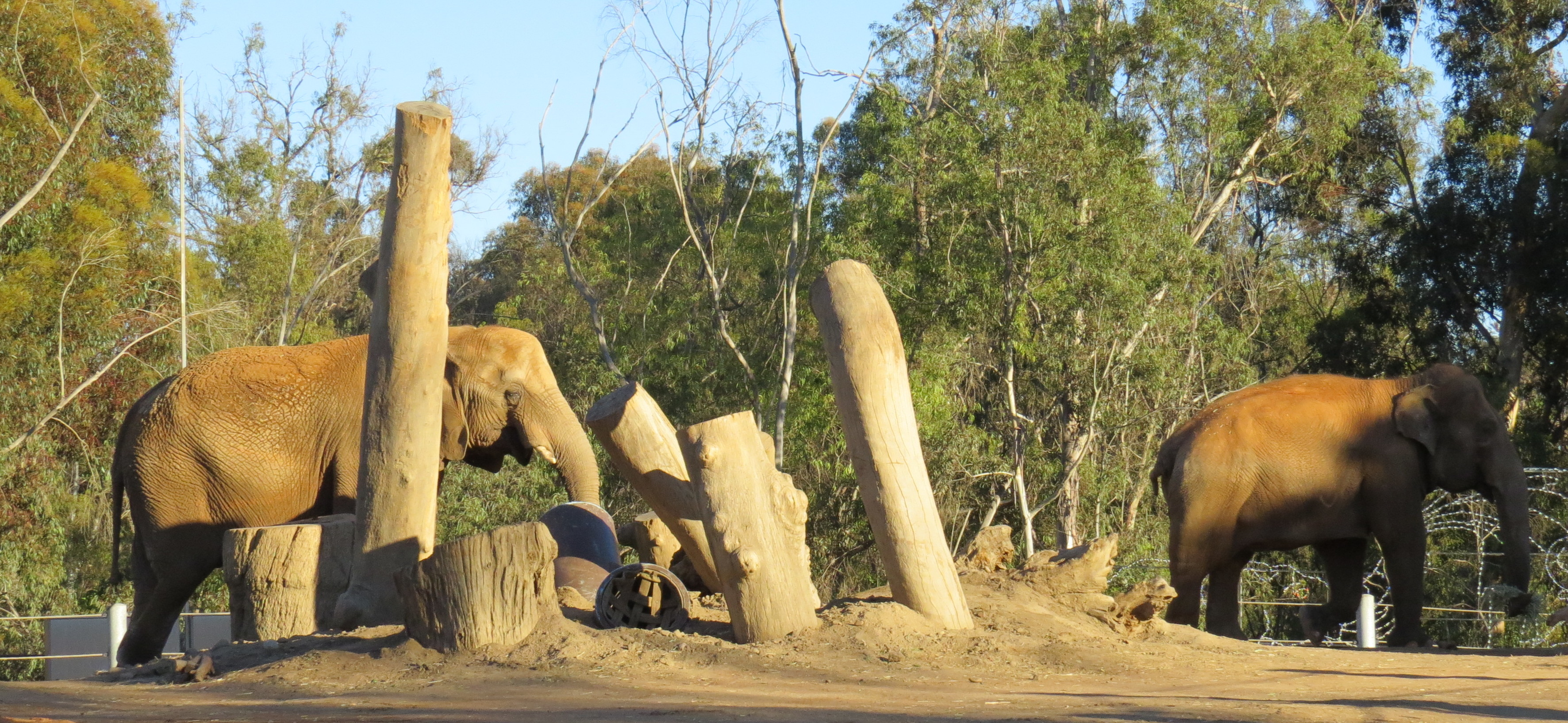
Elefantes en el Zoológico de San Diego, donde se filmó «Me at the zoo», en 2013.

«Me at the zoo» se subió el 23 de abril de 2005. Muestra a Karim en el Zoológico de San Diego, en California, con dos elefantes detrás de él. En el vídeo de 19 segundos, observa la longitud de sus trompas. El vídeo fue grabado por su amigo de la secundaria, Yakov Lapitsky. La transcripción literal del video es:

Alright, so here we are in front of the, uh, elephants. And, the cool thing about these guys is that, is that they have really, really, really long, um, trunks, and that's, that's cool. And that's pretty much all there is to say.

La traducción en español:

Bien, entonces aquí estamos frente a los ... elefantes. Y, lo bueno de estos tipos es que tienen unas, eh, trompas muy, muy, muy largas, y eso es genial. Y eso es todo lo que tengo que decir.

## Recepción
Varias publicaciones coincidieron en que el vídeo representaba a YouTube en su totalidad. Business Insider lo clasificó como el vídeo de YouTube más importante de todos los tiempos, afirmando que es un símbolo de YouTube en su conjunto: «[...] no necesita ser una producción tan sofisticada; puede ser accesible. El primer vídeo de YouTube es algo que cualquiera podría crear por su cuenta». The New York Observer también lo clasificó como el vídeo más importante en la historia de YouTube, afirmando que era «prácticamente un artefacto histórico». BuzzFeed News lo incluyó entre los 20 vídeos en línea más importantes de todos los tiempos. Al ser el primer vídeo de YouTube, también ha sido descrito como el primer videoblog de YouTube.
Varios críticos han considerado que «Me at the zoo» era fundamental para la historia de YouTube. Aaron Duplantier, en su libro Authenticity and How We Fake It: Belief and Subjectivity in Reality TV, Facebook and YouTube, afirmó que la «cotidianidad» ordinaria y la «estética seca» de «Me at the zoo» marcan la pauta para el tipo de contenido amateur original que se volvería típico de YouTube, especialmente entre Youtubers y vloggers. Los Angeles Times explicó en 2009 que «Me at the zoo» «jugó un papel fundamental» en la forma en que se consumían los medios, estableciendo «una era dorada» de los vídeos cortos. Digital Trends lo calificó como un «asunto anodino» y un video «irónico» que estableció un estándar para futuros videos en YouTube. El crítico de cine Peter Bradshaw catalogó el vídeo como uno de los estrenos clave de la década de 2000.

## Legado
Greg Jarboe, en su libro YouTube and Video Marketing: An Hour a Day, describe la representación del video de un «momento ordinario» como «extraordinaria» para su época, lo que demuestra la visión del cofundador de YouTube, Jawed Karim, de lo que YouTube se convertiría. Según Jarboe, «Me at the zoo» demostró que YouTube no se trataba simplemente de intentar «capturar momentos especiales en vídeo», sino más bien de intentar capacitar a los usuarios de YouTube para que se convirtieran en los «locutores del mañana». Esto llevó a YouTube a convertirse en la comunidad para compartir vídeos en línea más popular del mundo.

### Modificaciones a la descripción y miniatura
Karim ha utilizado repetidamente la descripción del vídeo para criticar las acciones comerciales de YouTube. En respuesta a que Google exigió a los usuarios de YouTube que usaran cuentas de Google+ para comentar videos, actualizó la descripción en noviembre de 2013 para decir I can't comment here anymore, since I don't want a Google+ account («Ya no puedo comentar aquí porque no quiero una cuenta de Google+»).
La descripción del video se cambió en noviembre de 2021 en respuesta a la decisión de YouTube de eliminar el botón de no me gusta de los videos de la vista pública, diciendo: When every YouTuber agrees that removing dislikes is a stupid idea, it probably is. Try again, YouTube («Cuando todos los youtubers están de acuerdo en que eliminar los 'no me gusta' es una idea estúpida, probablemente lo sea. Inténtalo de nuevo, YouTube»). Unos días más tarde, la descripción se cambió nuevamente a una condena más larga de la decisión de YouTube.
El 16 de diciembre de 2023, la miniatura del vídeo se cambió a una imagen estilo MrBeast de Karim con ojos flameantes apuntando a una imagen de fondo de elefantes. Se volvió a la miniatura original dos semanas después.